# Hausorden der Wendischen Krone

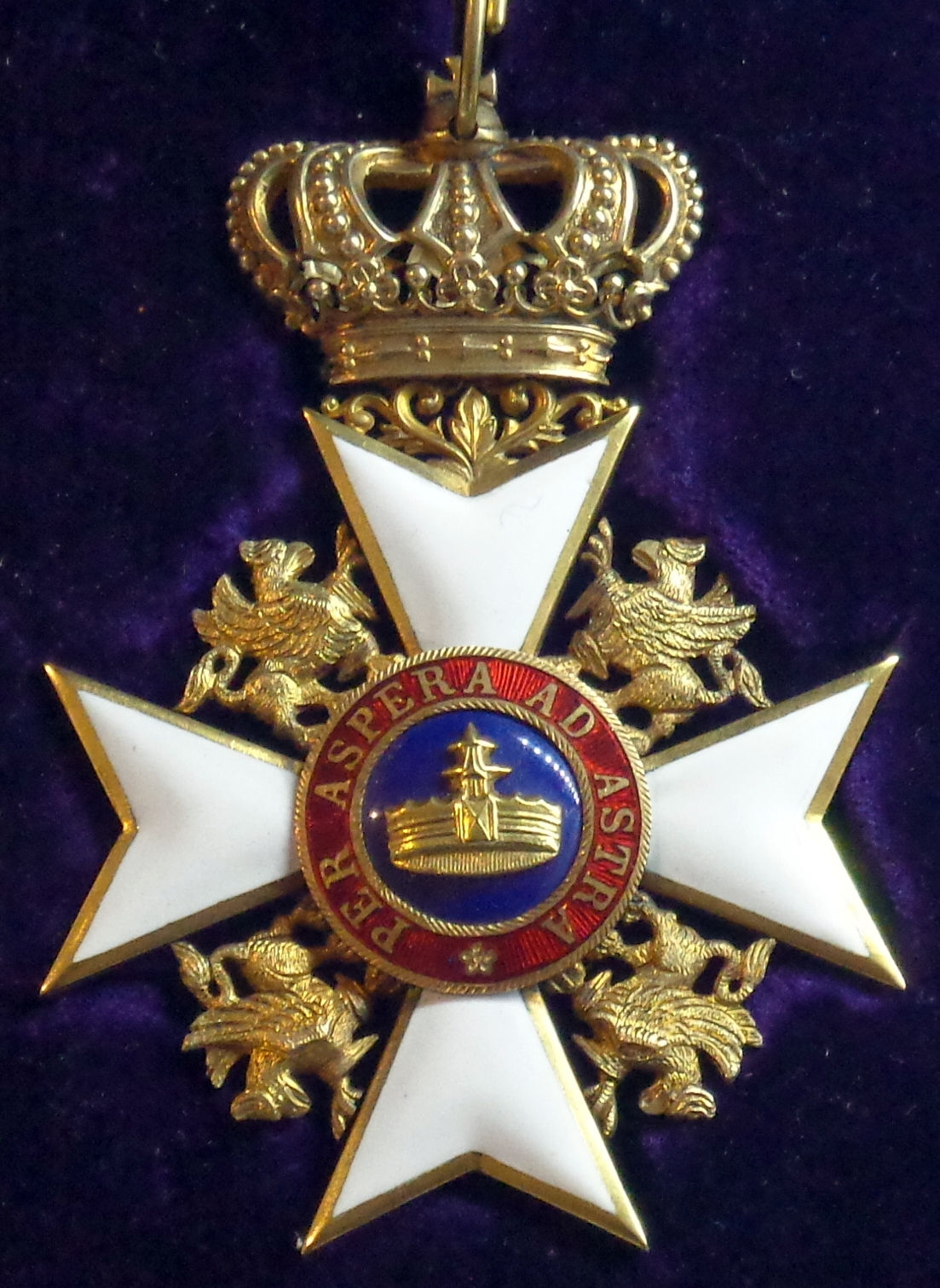
Ordenszeichen

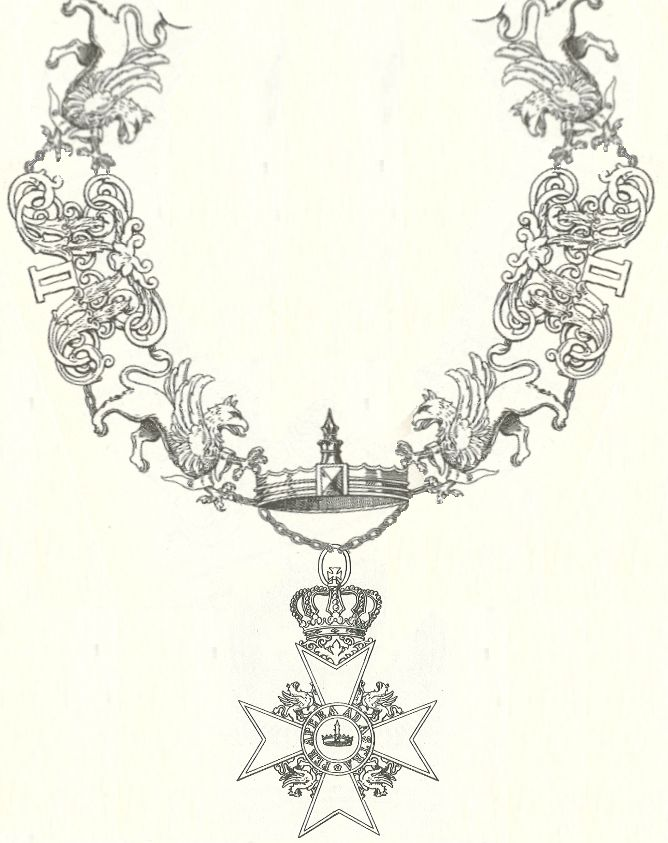
Collane des Hausordens von Mecklenburg-Schwerin

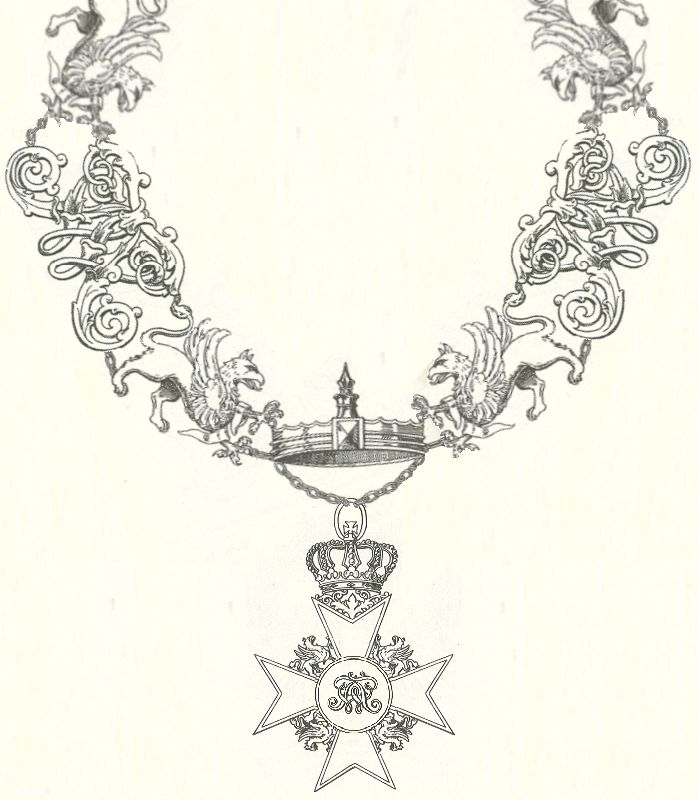
Collane des Hausordens von Mecklenburg-Strelitz

Ordensband

Der Hausorden der Wendischen Krone wurde am 12. Mai 1864 durch die beiden Großherzöge von Mecklenburg, Friedrich Franz II. und Friedrich Wilhelm, gestiftet zur „ehrenden Bezeugung Allerhöchster vorzugsweiser Anerkennung und Achtung und zur Auszeichnung besonderer Verdienste“. Ordensherren waren die Großherzöge von Mecklenburg [-Schwerin] und Mecklenburg [-Strelitz].

## Ordensklassen
Der Orden besteht aus vier Klassen, wobei sich die I. Klasse in zwei Stufen teilt:
- Großkreuz
  - mit der Krone in Erz
  - mit der Krone in Gold
- Großkomtur
- Komtur
- Ritter

Daneben bestand ein gesondertes Verdienstkreuz in Gold und Silber als Ehrenzeichen. Mit den Insignien konnten beim Großkreuz mit der Krone in Erz die Ordenskette verliehen werden.
Die Verleihung an Inländer war – ausgenommen Angehörige des Großherzoglichen Hauses – beschränkt auf:
- Großkreuz: Schwerin 10, Strelitz 3
- Großkomtur: Schwerin 25, Strelitz 6
- Komtur: Schwerin 55, Strelitz 10
- Ritter: Schwerin 80, Strelitz 20

Für die Verleihung des Großkreuzes an Personen nichtfürstlichen Standes war die Bekleidung eines Amtes notwendig, das mit dem Prädikat Exzellenz verbunden oder diesem gleichrangig war. Das Großkomturkreuz konnten nur Persönlichkeiten mindestens im Rang eines Generalmajors erhalten. Grundsätzlich war die Verleihung an die Zugehörigkeit an eine der in Deutschland öffentlich anerkannten christlichen Konfessionen gebunden, allerdings wurde das Großkreuz mit der Krone in Erz beispielsweise auch an Padishah Abdülaziz verliehen.

## Ordenszeichen
Der Ordensschild enthält in der Mitte die Wendische Krone, beim Großkreuz mit der Krone in Erz, bei allen übrigen Klassen in Gold. Der Schild ist umgeben von einem rot emaillierten Reif mit dem Wahlspruch Per aspera ad astra (Mecklenburg-Schwerin) bzw. Avito viret honore (Mecklenburg-Strelitz). Bei den Großkreuzen wird der Schild von einem achtspitzigen, bei den Großkomturen von einem kleineren vierspitzigen Stern umgeben und auf der linken Brust getragen.
Nach einer Statutenergänzung vom Februar 1916 konnten den Ordensinsignien der Klasse I. die Schwerter hinzugefügt werden.

## Bekannte Inhaber
- siehe: Liste der Träger des Hausordens der Wendischen Krone